# 이동규 (1980년)
이동규(1980년 5월 18일 ~ )는 대한민국의 배우이다.

## 학력
- 한국예술종합학교 연극원 연기과 석사 아동청소년극전공
- 한국예술종합학교 연극원 연기과 학사

## 출연작

### 영화
- 《컴, 투게더》 (2017년) - 목격자 역
- 《반두비》 (2009년) - 편의점 알바 역
- 《별별 이야기 2 - 여섯 빛깔 무지개》 (2008년) - C군 (목소리) 역
- 《떨》 (2006년)
- 《방문자》 (2006년) - 동규  역
- 《순흔》 (2004년) - 홍현 역

### 연극
배우
- 《도화골음란소녀 청이》 - 이야기꾼 1, 3 역

연출
- 《럭키데이》

### 뮤지컬
연출
- 《헬로 파인데이》
- 《판타지아》
- 《헬로 파인데이》
- 《아빠 사랑해요》

원작
- 《레아 쇼케이스》

### 뮤직비디오
- 윈디시티 - 카니발